# Shogo Tsukada
Shogo Tsukada (塚田 翔悟 Tsukada Shogo?), född 2 maj 1993 i Kagoshima prefektur, är en japansk fotbollsspelare.
Tsukada började sin karriär 2016 i Kagoshima United FC. 2018 flyttade han till Verspah Oita.